# Бенен
Бенен (нім. Bönen) — громада в Німеччині, знаходиться в землі Північний Рейн-Вестфалія. Підпорядковується адміністративному округу Арнсберг. Входить до складу району Унна.
Площа — 38,02 км². Населення становить 18 126 ос. (станом на 31 грудня 2020).